# Schauet doch und sehet, ob irgend ein Schmerz sei
Schauet doch und sehet, ob irgend ein Schmerz sei (Regardez et voyez s’il est une douleur) (BWV 46), est une cantate religieuse de Johann Sebastian Bach composée à Leipzig en 1723.

## Histoire et livret
La cantate a été composée pendant la première année de Bach à Leipzig à l'occasion du dixième dimanche après la Trinité et fut jouée pour la première fois le 1er août 1723. Pour cette destination liturgique, deux autres cantates ont franchi le seuil de la postérité : les BWV 101 et 102. 
Les lectures prescrites pour ce dimanche étaient Cor 12:1–11, et Luc 19:41–48, Jésus prophétisant la destruction de Jérusalem et l'expulsion des marchands du temple.
Le texte du premier mouvement est issu du Livre des lamentations 1:12, les 2e, 3e, 4e et 5e mouvements sont d'auteur inconnu et le dernier choral reprend la neuvième strophe du « O großer Gott von Macht » de Johann Matthäus Meyfart.

## Structure et instrumentation
La cantate est écrite pour deux flûtes à bec, deux hautbois da caccia, une  « zugtrompete » (trompette à coulisse) à l'unisson avec la soprano du chœur, deux violons, alto et basse continue avec trois solistes (alto, ténor, basse) et chœur, ce qui est une instrumentation inhabituellement riche pour un dimanche ordinaire. 
1. chœur : Schauet doch und sehet, ob irgend ein Schmerz sei
2. récitatif (ténor) : So klage du, zerstörte Gottesstadt
3. aria (basse) : Dein Wetter zog sich auf von weiten
4. récitatif (alto) : Doch bildet euch, o Sünder, ja nicht ein
5. aria (alto) : Doch Jesus will auch bei der Strafe
6. choral : O großer Gott von Treu

## Musique
Le premier mouvement en deux sections est un lamento aux proportions importantes. Bach retravailla sa première partie « Qui tollis peccata mundi » du « Gloria » de sa Missa brevis de 1733 pour en faire le  Gloria de la Messe en si mineur. L'aria de basse décrit de façon spectaculaire le début d'un orage, seule partie de la cantate où la trompette apparaît en solo comme symbole de la majesté divine. L'aria pour alto est indiquée comme un quatuor pour la voix, les deux flûtes à bec et le hautbois à l'unisson, sans basse continue.